# غلامرضا رضایی
غلامرضا رضایی (زاده ۱۵ مرداد ۱۳۶۳ در شیراز) بازیکن سابق فوتبال اهل ایران است.
وی فوتبال حرفه‌ای را از تیم فجرسپاسی شروع کرده و در سال ۱۳۸۶ به تیم صباباتری پیوست، در سال ۱۳۸۸ به عضویت تیم الامارات درآمد، در همان سال به تیم فولاد خوزستان پیوست و پس از یک فصل در خرداد ۱۳۸۹ به پرسپولیس تهران رفت. غلامرضا رضایی ۱۱ گل ملی در ۵۰ بازی برای تیم ملی را در کارنامه خود دارد.

## آمار
| باشگاه            | دسته              | فصل               | لیگ  | لیگ | جام حذفی | جام حذفی | آسیا | آسیا | مجموع | مجموع |
| باشگاه            | دسته              | فصل               | بازی | گل  | بازی     | گل       | بازی | گل   | بازی  | گل    |
| ----------------- | ----------------- | ----------------- | ---- | --- | -------- | -------- | ---- | ---- | ----- | ----- |
| فجر سپاسی         | لیگ برتر          | ۱۳۸۲–۱۳۸۳         | ۲۷   | ۴   | ۰        | ۰        | _    | _    | ۲۷    | ۴     |
| فجر سپاسی         | لیگ برتر          | ۱۳۸۳–۱۳۸۴         | ۲۴   | ۵   | ۰        | ۰        | _    | _    | ۲۴    | ۵     |
| فجر سپاسی         | لیگ برتر          | ۱۳۸۴–۱۳۸۵         | ۲۴   | ۲   | ۰        | ۰        | _    | _    | ۲۴    | ۲     |
| مجموع فجر سپاسی   | مجموع فجر سپاسی   | مجموع فجر سپاسی   | ۷۵   | ۱۱  | ۰        | ۰        | _    | _    | ۷۵    | ۱۱    |
| صبای قم           | لیگ برتر          | ۱۳۸۵–۱۳۸۶         | ۳۲   | ۷   | ۲        | ۰        | _    | _    | ۳۴    | ۷     |
| صبای قم           | لیگ برتر          | ۱۳۸۶–۱۳۸۷         | ۲۶   | ۵   | ۰        | ۰        | ۴    | ۰    | ۳۰    | ۵     |
| مجموع صبای قم     | مجموع صبای قم     | مجموع صبای قم     | ۵۸   | ۱۲  | ۲        | ۰        | ۴    | ۰    | ۶۴    | ۱۲    |
| امارات متحده عربی | امارات متحده عربی | امارات متحده عربی | لیگ  | لیگ | جام حذفی | جام حذفی | آسیا | آسیا | مجموع | مجموع |
| الامارات          | لیگ امارات        | ۱۳۸۷–۱۳۸۸         | ۰    | ۰   | ۰        | ۰        | _    | _    | ۰     | ۰     |
| مجموع الامارات    | مجموع الامارات    | مجموع الامارات    | ۰    | ۰   | ۰        | ۰        | _    | _    | ۰     | ۰     |
| ایران             | ایران             | ایران             | لیگ  | لیگ | جام حذفی | جام حذفی | آسیا | آسیا | مجموع | مجموع |
| فولاد             | لیگ برتر          | ۱۳۸۸–۱۳۸۹         | ۱۷   | ۷   | ۱        | ۰        | _    | _    | ۱۸    | ۷     |
| مجموع فولاد       | مجموع فولاد       | مجموع فولاد       | ۱۷   | ۷   | ۱        | ۰        | _    | _    | ۱۸    | ۷     |
| پرسپولیس          | لیگ برتر          | ۱۳۸۹–۱۳۹۰         | ۲۳   | ۵   | ۱        | ۰        | ۲    | ۰    | ۲۶    | ۵     |
| پرسپولیس          | لیگ برتر          | ۱۳۹۰–۱۳۹۱         | ۲۸   | ۲   | ۲        | ۰        | ۶    | ۲    | ۳۶    | ۴     |
| پرسپولیس          | لیگ برتر          | ۱۳۹۱–۱۳۹۲         | ۲۴   | ۳   | ۵        | ۱        | _    | _    | ۲۹    | ۴     |
| پرسپولیس          | لیگ برتر          | ۱۳۹۲–۱۳۹۳         | ۹    | ۰   | ۰        | ۰        | _    | _    | ۹     | ۰     |
| مجموع پرسپولیس    | مجموع پرسپولیس    | مجموع پرسپولیس    | ۸۴   | ۱۰  | ۸        | ۱        | ۸    | ۲    | ۱۰۰   | ۱۳    |
| فولاد             | لیگ برتر          | ۱۳۹۲–۱۳۹۳         | ۱۴   | ۰   | ۲        | ۰        | ۷    | ۳    | ۲۳    | ۳     |
| مجموع فولاد       | مجموع فولاد       | مجموع فولاد       | ۱۴   | ۰   | ۲        | ۰        | ۷    | ۳    | ۲۳    | ۳     |
| نفت تهران         | لیگ برتر          | ۱۳۹۳–۱۳۹۴         | ۱۲   | ۵   | ۳        | ۰        | ۸    | ۲    | ۲۳    | ۷     |
| مجموع نفت تهران   | مجموع نفت تهران   | مجموع نفت تهران   | ۱۲   | ۵   | ۳        | ۰        | ۸    | ۲    | ۲۳    | ۷     |
| سایپا             | لیگ برتر          | ۱۳۹۴–۱۳۹۵         |      |     |          |          | _    | _    |       |       |
| مجموع سایپا       | مجموع سایپا       | مجموع سایپا       |      |     |          |          | _    | _    |       |       |
| مجموع آمار        | مجموع آمار        | مجموع آمار        | ۲۵۵  | ۴۵  | ۱۶       | ۱        | ۲۷   | ۷    | ۳۰۰   | ۵۳    |

| فصل       | باشگاه    | پاس گل |
| --------- | --------- | ------ |
| ۱۳۸۴–۱۳۸۵ | فجر سپاسی | ۳      |
| ۱۳۸۵–۱۳۸۶ | فجر سپاسی | ۲      |
| ۱۳۸۶–۱۳۸۷ | صبای قم   | ۵      |
| ۱۳۸۷–۱۳۸۸ | صبای قم   | ۳      |
| ۱۳۸۸–۱۳۸۹ | فولاد     | ۲      |
| ۱۳۸۹–۱۳۹۰ | پرسپولیس  | ۶      |
| ۱۳۹۰–۱۳۹۱ | پرسپولیس  | ۷      |
| ۱۳۹۱–۱۳۹۲ | پرسپولیس  | ۵      |
| ۱۳۹۲–۱۳۹۳ | پرسپولیس  | ۰      |
| ۱۳۹۲–۱۳۹۳ | فولاد     | ۲      |
| ۱۳۹۳–۱۳۹۴ | نفت تهران | ۰      |

## حضور در تیم ملی ایران
رضایی در سال ۱۳۸۷ به تیم ملی فوتبال ایران به مربیگری علی دایی دعوت شد؛ که در بازی با تیم ملی فوتبال زامبیا اولین گل ملی خود را به ثمر رساند. وی ۵۰ بازی برای تیم ملی فوتبال ایران انجام داده‌است و ۱۱ گل ملی در کارنامه ورزشی خود دارد. او در جام ملت‌های آسیا ۲۰۱۱ حضور داشت و از بازیکنان فیکس تیم ملی بود و یک گل مقابل عراق برای تیم ملی کشورمان ایران به ثمر رساند.
او از سال ۱۳۸۷تا ۱۳۹۲به‌طور کامل در تیم ملی کشور ایران حضور داشت.
غلامرضا رضایی با تیم ملی کشورمان ایران با سرمربی گری علی دایی قهرمان مسابقات فوتبال غرب آسیا ۲۰۰۸ شد.

## گلهای ملی
| تعداد | تاریخ         | میزبان                            | رقیب    | گل  | نهایی | رقیب                                              |
| ----- | ------------- | --------------------------------- | ------- | --- | ----- | ------------------------------------------------- |
| ۱     | ۵ خرداد ۱۳۸۷  | ورزشگاه آزادی، تهران              | زامبیا  | ۰-۲ | ۲–۳   | دوستانه                                           |
| ۲     | ۱۵ خرداد ۱۳۸۷ | ورزشگاه عباسیون، دمشق             | سوریه   | ۰-۱ | ۰–۲   | مرحله مقدماتی جام جهانی فوتبال ۲۰۱۰               |
| ۳     | ۲ تیر ۱۳۸۷    | ورزشگاه آزادی، تهران              | کویت    | ۰-۲ | ۰–۲   | مرحله مقدماتی جام جهانی فوتبال ۲۰۱۰               |
| ۴     | ۱۷ مرداد ۱۳۸۷ | ورزشگاه تختی، تهران               | فلسطین  | ۰-۲ | ۰–۳   | مسابقات فوتبال غرب آسیا ۲۰۰۸                      |
| ۵     | ۲۳ مرداد ۱۳۸۷ | ورزشگاه تختی، تهران               | سوریه   | ۰-۲ | ۰–۲   | مسابقات فوتبال غرب آسیا ۲۰۰۸                      |
| ۶     | ۱۹ آبان ۱۳۸۷  | ورزشگاه بین‌المللی خلیفه، دوحه     | قطر     | ۰-۱ | ۰–۱   | دوستانه                                           |
| ۷     | ۲۵ دی ۱۳۸۷    | ورزشگاه آزادی، تهران              | سنگاپور | ۰-۳ | ۰–۶   | مقدماتی جام ملت‌های آسیا ۲۰۱۱                      |
| ۸     | ۱۶ دی ۱۳۸۸    | ورزشگاه ملی سابق ، سنگاپور، کالنگ | سنگاپور | ۱-۳ | ۱–۳   | مقدماتی جام ملت‌های آسیا ۲۰۱۱                      |
| ۹     | ۲۱ دی ۱۳۸۹    | ورزشگاه احمد بن علی، الریان       | عراق    | ۱-۱ | ۱–۲   | جام ملتهای آسیا ۲۰۱۱                              |
| ۱۰    | ۱۹ مهر ۱۳۹۰   | ورزشگاه آزادی، تهران              | بحرین   | ۰-۶ | ۰–۶   | مسابقات انتخابی جام جهانی ۲۰۱۴ - مرحله سوم (آسیا) |
| ۱۱    | ۲۴ آبان ۱۳۹۰  | ورزشگاه گلورا بونگ کارنو، جاکارتا | اندونزی | ۰-۳ | ۱–۴   | مسابقات انتخابی جام جهانی ۲۰۱۴ - مرحله سوم (آسیا) |

## افتخارات
- غلامرضا رضایی با نفت تهران در سال ۱۳۹۴.پرسپولیس تهران
  - قهرمان جام حذفی ۹۰–۱۳۸۹
  - نایب قهرمان جام حذفی ۹۲–۱۳۹۱
- فولاد خوزستان
  - قهرمان لیگ برتر ۹۳–۱۳۹۲
- تیم ملی فوتبال ایران

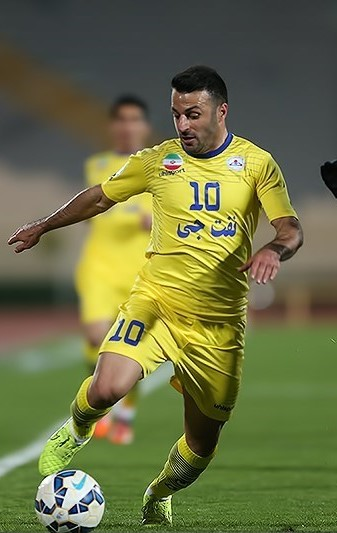
غلامرضا رضایی با نفت تهران در سال ۱۳۹۴.

  - قهرمان مسابقات فوتبال غرب آسیا ۲۰۰۸